# Prélude et fugue en ré mineur (BWV 851)
Le Clavier bien tempéré I
Pour un article plus général, voir Le Clavier bien tempéré.
Le prélude et fugue en ré mineur (BWV 851) est le sixième couple de préludes et fugues du premier livre du Clavier bien tempéré de Jean-Sébastien Bach, compilé vers 1722.
Le prélude est une étude pour la main droite en forme de toccata. La fugue à trois voix joue avec les entrées canoniques multipliées à différents intervalles et le renversement.

## Prélude
Le prélude, noté , comporte 26 mesures et prend l'air d'une toccata improvisée. Comme le prélude précédent, c'est une étude pour la main droite, où celle-ci sans cesse bouge sans le passage du pouce de la précédente. Sans aucune interruption jusqu'à la mesure 15 (de même mesure 23), où la basse participe aux arpèges brisés montants jusqu'à l'irruption d'une troisième voix, emportant jusqu'à une descente chromatique précédant la cadence, particulièrement rare à l'époque.

## Fugue
La fugue à trois voix, notée 
, est longue de 44 mesures.
Le sujet est calme et tendre, avec un si  marqué détaché par Bach lui-même (chose unique dans le livre I) et qu'il s'obstine à indiquer à chaque retour du sujet. Le contre-sujet en doubles-croches s'inspirent du sujet.

Bach présente des entrées canoniques à divers degrés (octave, quinte, quarte, septième) dans les divertissements et le sujet renversé. La fugue est en deux sections : mesures 1–21 et 21–42 plus deux mesures de conclusion, où le compositeur reprend la tête du sujet et une cadence picarde. Les deux parties sont de longueur égale et structurées à l'identique.
La fugue est aussi remarquable en ce qu'elle est une de celles où l'harmonie est des plus osées. Par exemple mesure 18, où Bach superpose un sol naturel, un sol dièse et un la…

## Genèse
Le prélude, limité à 14 mesures, figure dans le Clavierbüchlein (no 3), juste avant celui en ré majeur. Pour l'inclure dans le Clavier bien tempéré, Bach lui adjoint une seconde section où les triolets de quinte diminuées aboutissent aux accords à huit parties, à même d'annoncer la fugue, bien que nul liens définis ne semble les rapprocher.

## Postérité
Théodore Dubois en a réalisé une version pour piano à quatre mains, publiée en 1914.
Ferruccio Busoni a tiré une étude pour piano du prélude.